# Agallia sobrina
Agallia sobrina är en insektsart som beskrevs av Dlabola 1984. Agallia sobrina ingår i släktet Agallia och familjen dvärgstritar. Inga underarter finns listade i Catalogue of Life.